# Jacek Wysocki (pediatra)
Jacek Wysocki (ur. 5 lipca 1954 w Poznaniu) – polski lekarz, profesor nauk medycznych, rektor Uniwersytetu Medycznego im. Karola Marcinkowskiego w Poznaniu w kadencjach 2008–2012 i 2012–2016.

## Życiorys
W 1979 ukończył medycynę na Wydziale Lekarskim Akademii Medycznej w Poznaniu. W 1986 uzyskał stopień doktora nauk medycznych. Habilitował się w 1998 na podstawie rozprawy zatytułowanej Adhezja limfocytów T do śródbłonka naczyniowego w warunkach eksperymentalnych oraz w przebiegu przewlekłego zakażenia wirusem B zapalenia wątroby u dzieci. W 2007 otrzymał tytuł profesora nauk medycznych. Specjalizacje lekarskie uzyskiwał z zakresu pediatrii (1982 i 1987) oraz chorób zakaźnych (1993). Zawodowo związany z poznańską Akademią Medyczną i następnie Uniwersytetem Medycznym, od 2010 na stanowisku profesora zwyczajnego. W 2008 został wybrany na rektora tej uczelni, w 2012 uzyskał reelekcję na kolejną kadencję.
Praktykę zawodową podjął także m.in. w ramach prowadzonego przez siebie Specjalistycznego Zespołu Opieki Zdrowotnej nad Matką i Dzieckiem w Poznaniu (jako ordynator oddziału). Został wiceprezesem Polskiego Towarzystwa Nauk o Zdrowiu oraz przewodniczącym Polskiego Towarzystwa Wakcynologii.
W 2005 odznaczony Krzyżem Kawalerskim Orderu Odrodzenia Polski.